# Mang thầu dầu
Mang thầu dầu hay còn gọi thích Bắc bộ, tích thụ Bắc Bộ (danh pháp: Acer tonkinense) là một loài thực vật có hoa trong họ Bồ hòn. Loài này được Lecomte mô tả khoa học đầu tiên năm 1912.

## Phân bố
Loài này phân bố ở Trung Quốc (Quảng Tây, Nam Quý Châu, Đông Nam Tây Tạng, Đông Nam Vân Nam); Lào; Bắc Việt Nam; Myanmar; Thái Lan; ở độ cao từ 300 đến 1800 m.